# Convenzioni della Marsa

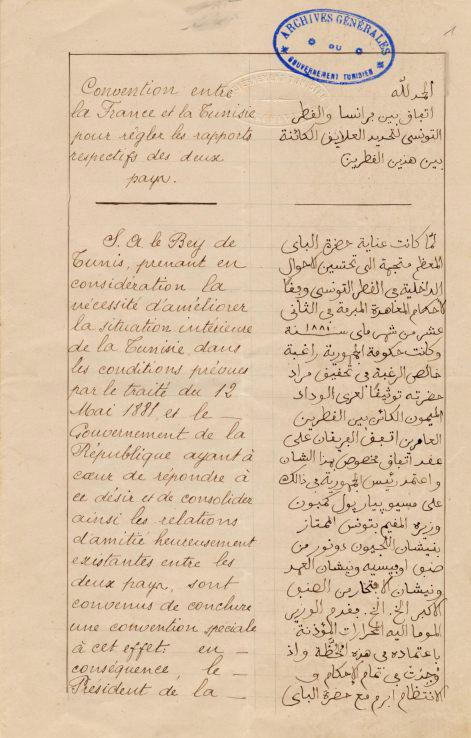
Prima pagina delle Convenzioni

Le Convenzioni della Marsa (in arabo اتفاقية المرسى‎?, Ittifāqiyya al-Marsā), complementi al Trattato del Bardo, sono accordi firmati dal Bey di Tunisi e dal governo francese, l'8 giugno 1883 a La Marsa (Tunisia).

## Storia
Queste Convenzioni avevano come fine, con l'assunzione del debito pubblico cumulato dal Beylicato, di sopprimere la Commissione finanziaria internazionale e di permettere l'abolizione del regime delle Capitolazioni, lasciando campo libero al governo francese nella gestione del Protettorato tunisino che così si veniva a creare.
Il testo fu formato dal Residente Generale francese in Tunisia Paul Cambon e da ʿAlī III Bey husaynide di Tunisia.

## Testo
Articolo 1. — Al fine di facilitare al Governo francese l'adempimento del suo Protettorato, Sua Altezza il Bey di Tunisi s'impegna a procedere alle riforme amministrative, giudiziarie e finanziarie che il Governo francese giudicherà utili.
Art. 2. — Il Governo francese garantirà all'epoca e alle condizioni che gli sembreranno migliori, un prestito che Sua Altezza il Bey lancerà per la conversione o il rimborso del debito consolidato ammontante alla somma di 120 milioni di franchi e del debito flottante fino alla concorrenza di un massimo di 17.550.000 di franchi. Sua Altezza il Bey s'impegna a non contrarre in futuro alcun debito per conto della Reggenza.
Art. 3. — Sulle entrate della Reggenza, Sua Altezza il Bey preleverà:
1/ le somme necessarie per assicurare il servizio del debito garantito dalla Francia
2/ la somma di due milioni di piastre (1.200.000 franchi), come ammontare della lista civile, il surplus degli introiti dovrà essere a carico delle spese di amministrazione della Reggenza e al rimborso delle spese del Protettorato
Art. 4. — La presente disposizione conferma e completa, se necessario, il trattato del 12 maggio 1881. Essa non modificherà le disposizioni attualmente intervenute per il regolamento del contributo di guerra.